# Arno Moens
Arno Moens (Mechelen, 1992) is een Vlaamse acteur, dichter en cabaretier, bekend van Lisa, Familie en Thuis.
Arno Moens speelt als sinds zijn zevende sketches voor klasgenoten. Hij schrijft poëzie en werkt fulltime als acteur.
Zo speelde Moens in 2012 een rol in de kortfilm Pépé perdu, nadien volgden ook gastrollen in In Vlaamse velden en De Ludwigs. In 2015 was hij een tijdje te zien als Hannes in Familie. Ook in de dramafilm Achter de wolken had hij een rol. Tussen 2017 en 2020 stond hij op de set van De Kotmadam in de rol van student Simon om de laatste twee seizoenen in te blikken waarvan het 24ste eind 2022 werd uitgezonden op VTM. Een andere bekende rol is als Philippe Haegemans in Thuis op Eén. Afwisselend met Michiel De Meyer vertolkte hij de rol van Loeba in de kinderserie Biba & Loeba in 2018. Van 2021 tot 2022 en in 2023 was hij te zien als Remco Seyers in de telenovela, Lisa, waarmee hij zijn eerste hoofdrol beet had. Vanaf 2022 is hij te zien als Simon in De Kotmadam, de opnames zijn echter al van enkele jaren geleden.
Naast zijn tv-werk schrijft en speelt hij humoristische monologen, waarvan de stijl schippert tussen comedy, filosofie, poëzie en theatrale absurditeiten.